# Sandy Amerio
Pour les articles homonymes, voir Amerio.
Sandy Amerio est une artiste et cinéaste française, née en 1973 à Paris.

## Biographie
De 1996 à 1999 Sandy Amerio étudie la vidéo à l'école supérieure des beaux-arts de Nantes Métropole. 
Elle intègre en 2000 le Fresnoy et s'oriente alors vers le cinéma tout en poursuivant sa carrière d'artiste plasticienne.
Dès 2004elle introduit en France la notion de business Storytelling, avec le film Hear me, children-yet-to-be-born tourné en Californie et son livre de fiction Storytelling, index sensible pour agora non représentative. 
À partir de 2006, elle s'intéresse aux opérations psychologiques menées par l'armée américaine à travers les âges, et réalise notamment la performance Wandering Souls (collaboration avec l'écrivain Patrick Bouvet). À partir de 2010, Amerio étudie les rapports complexes qu'entretiennent les concepts de Réalité et de Fiction dans le cinéma et l'art contemporain en travaillant avec l'acteur japonais de reconstitution historique Hiroki Nakazato (Programme de recherche F for Real).
En 2012 elle réalise le troublant documentaire DRAGOONED, une réflexion cinéphile sur le re-enactment, film qu'elle présente en première internationale à la Berlinale.

### Démarche
Sandy Amerio confronte la société contemporaine aux codes et enjeux esthétiques que celle-ci véhicule. Ses films, en révélant le caractère profondément hétérogène et violent de nos réalités face à leurs représentations, frappent par leur angle d'attaque original. Adepte de la distanciation par la mise en récit de soi face à l'Histoire, Sandy Amerio œuvre depuis l'inconscient collectif en anthropologue des récits et des images.